# Convolvulus maireanus
Convolvulus maireanus är en vindeväxtart som beskrevs av Pampan.. Convolvulus maireanus ingår i släktet vindor, och familjen vindeväxter. Inga underarter finns listade i Catalogue of Life.